# HIGHCOMMUNICATIONS TOUR
HIGHCOMMUNICATIONS TOUR（ハイコミュニケーションズツアー）とはGLAYがコンセプトなどの縛りなどを失くしたツアー。
ホール公演で開催されることが多い。

## HIGHCOMMUNICATIONS TOUR 2003

### 概要
これが、初めてのHIGHCOMMUNICATIONS TOURである。
アリーナ会場15箇所34公演が行われた後に「HIGHCOMMUNICATIONS TOUR for VIDEO SHOOTING」
として5月18日に横浜アリーナでライブが行われ、その公演の模様が収録された。

### 日程

#### HIGHCOMMUNICATIONS TOUR 2003
2/27・28　日本武道館
3/3・4・11・12　大阪城ホール
3/8・9　さいたまスーパーアリーナ
3/15・16　静岡エコパアリーナ
3/21・22　アスティとくしま
3/29・30　石川県産業展示館4号館
4/2・3　代々木第一体育館
4/6・7　横浜アリーナ
4/12・13　広島グリーンアリーナ
4/16・17　新潟市産業振興センター
4/19・20　盛岡市アイスアリーナ
4/23・24　セキスイハイムスーパーアリーナ
4/28・29　旧名古屋レインボーホール（現:日本ガイシホール）
5/2・3　マリンメッセ福岡
5/7・8・10・11　真駒内セキスイハイムアイスアリーナ

#### HIGHCOMMUNICATIONS TOUR 2003 for VIDEO SHOOTING
5/18　横浜アリーナ

### ツアーデータ
会場　　　　15箇所
公演数　　　34公演（＋1公演）

## HIGHCOMMUNICATIONS TOUR 2007-2008

### 概要
ホール公演で行われる2回目のHIGHCOMMUNICATIONS TOURであり、全国のホールで52公演開催されたのちアリーナ6公演の追加公演が行われた。このHIGHCOMMUNICATIONS TOURでは渋谷C.C.Lemonホール（渋谷公会堂）2日目が映像作品化されファンクラブ会員限定で販売された。

### 日程

#### 2007年
11/9 戸田市文化会館
11/12 群馬県民会館
11/14 宇都宮市文化会館
11/16 茨城県立県民文化センター
11/19 市川市文化会館
11/24 なら100年会館
11/26 ・27大阪厚生年金会館
11/29 京都会館第一ホール
12/3 伊勢市観光文化会館
12/5・6 名古屋国際会議場センチュリーホール
12/10・11 よこすか芸術劇場
12/17 旭川市民文化会館
12/19 帯広市民文化ホール
12/23 ・24函館市民会館

#### 2008年
1/9・10 福岡サンパレス
1/14 アルカスSASEBO
1/16 熊本市民会館
1/17 都城市総合文化ホール
1/19 奄美文化センター
1/22 沖縄コンベンションセンター劇場棟
1/26 周南市文化会館
1/28・29 広島厚生年金会館
1/31 米子コンベンションセンター
2/1 倉敷市民会館
2/4 松山市民会館
2/6 鳴門市文化会館
2/7 観音寺市民会館
2/12・13 神戸国際会館こくさいホール
2/15 和歌山県民文化会館
2/16 滋賀県立芸術劇場 びわ湖ホール
2/18・19 渋谷C.C.Lemonホール
2/22 仙台サンプラザホール
2/24 アクトシティ浜松
2/29 石川厚生年金会館
3/1 福井フェニックスプラザ
3/4・5 新潟県民会館
3/10 ・11北海道厚生年金会館
3/13 青森市文化会館
3/14 盛岡市民文化ホール
3/17 山形県県民会館
3/18 秋田県民会館
3/20 會津風雅堂

##### 【追加公演】
4/9・10 大阪城ホール
4/12・13 さいたまスーパーアリーナ
4/23・24 日本ガイシホール

### ツアーデータ
45会場
58公演

## HIGHCOMMUNICATIONS TOUR 2011-2012"RED MOON&SILVER SUN"

### 概要
ホール公演を中心に46公演が行われる予定だったが武道館3DAYSを含む追加公演が決定し、51公演が行われた
3回目のHIGHCOMMUNICATIONS TOUR今回は「G4・Ⅱ-THE RED MOON-」を引っ提げてのツアーとなった。
また、ツアーの1曲目にMy Praivate "Jealousy"が演奏され、オープニングSEから本曲のバージョンが「GUILTY」
に収録された。またツアー最終日の日本武道館3日目が映像作品化されており、追加公演の會津風雅堂公演から
7曲特典映像に収録された。また日本武道館公演でBibleが初めて披露された。

### 日程

#### 2011年
10/6 ・7川口リリアホール
10/11 宇都宮市文化会館
10/12 結城市民文化センター アクロス
10/16・17 ニトリ文化ホール
10/19 旭川市民文化会館
10/22 ・23函館市民会館
10/27 ベイシア文化ホール
10/29 ・30新潟県民会館
11/3 ホクト文化ホール
11/5 福井フェニックスプラザ
11/10 ・11府中の森芸術劇場
11/14 ・15神奈川県民ホール
11/22 ・23仙台サンプラザホール
11/25 山形県県民会館
12/1 長良川国際会議場
12/3 ・4名古屋国際会議場センチュリーホール
12/7・8 よこすか芸術劇場
12/13 ・14渋谷公会堂

#### 2012年
2/10・11 松戸森のホール21
2/15 アクトシティ浜松
2/17・18 京都会館第一ホール
2/20 滋賀県立芸術劇場 びわ湖ホール
2/21 三重県文化会館
3/1 米子コンベンションセンター
3/3・4 神戸国際会館こくさいホール
3/9 ・10広島市文化交流会館
3/13 高知県立県民文化ホール
3/15 鳴門市文化会館
3/21 大分iichikoグランシアタ
3/24・25 福岡サンパレス
3/28 人吉カルチャーパレス

##### 【追加公演】
4/1 會津風雅堂
4/3 盛岡市民文化ホール
4/19 ・21・22 日本武道館